# Prix Robert-Auvray
Pour les articles homonymes, voir Auvray.
Le prix Robert-Auvray est une course hippique de trot attelé se déroulant au mois d'avril (en mars avant 2022) sur l'hippodrome de Vincennes.
C'est une course de Groupe II réservée aux chevaux mâles de 5 ans, hongres exclus, ayant gagné au moins 45 000 € (conditions en 2025). Avant 2022, la course était mixte. Son équivalent pour les femelles devient alors le prix Henri-Levesque, disputé le même jour, auparavant mixte.
Elle se court sur la distance de 2 700 mètres (grande piste), départ volté, pour une allocation qui s'élève à 120 000 €, dont 54 000 € pour le vainqueur.
Créée en avril 1981, l'épreuve prend la place dans le calendrier du prix de Bourg, moins bien doté,. Elle honore la mémoire de Robert Auvray, président de la Société des courses de Vire, président de la Fédération des sociétés de courses de Basse-Normandie, vice-président de la Fédération nationale des sociétés de courses de France, membre du comité de la Société du cheval français, mort en septembre 1979.

## Palmarès
Avant 2022, la course était ouverte aux femelles.
| Année | Vainqueur                                                      | Père                                                           | Driver                                                         | Entraîneur                                                     | Réd.km                                                         |                                                                |
| ----- | -------------------------------------------------------------- | -------------------------------------------------------------- | -------------------------------------------------------------- | -------------------------------------------------------------- | -------------------------------------------------------------- | -------------------------------------------------------------- |
| 2025  | Kanto Avis                                                     | Ready Cash                                                     | Benjamin Rochard                                               | Marc Sassier                                                   | 1'11"7                                                         |                                                                |
| 2024  | Jack Tonic                                                     | Charly du Noyer                                                | Théo Duvaldestin                                               | Thierry Duvaldestin                                            | 1'12"5                                                         |                                                                |
| 2023  | It's a Dollarmaker                                             | Saxo de Vandel                                                 | Éric Raffin                                                    | Sébastien Guarato                                              | 1'12"7                                                         |                                                                |
| 2022  | Hooker Berry                                                   | Booster Winner                                                 | Jean-Michel Bazire                                             | Franck Leblanc                                                 | 1'12"3                                                         |                                                                |
| 2021  | Gelati Cut                                                     | Coktail Jet                                                    | Gabriele Gelormini                                             | Romain-Christian Larue                                         | 1'13"2                                                         |                                                                |
| 2020  | Course non disputée (confinement dû à la pandémie de Covid-19) | Course non disputée (confinement dû à la pandémie de Covid-19) | Course non disputée (confinement dû à la pandémie de Covid-19) | Course non disputée (confinement dû à la pandémie de Covid-19) | Course non disputée (confinement dû à la pandémie de Covid-19) | Course non disputée (confinement dû à la pandémie de Covid-19) |
| 2019  | Excellent                                                      | Real de Lou                                                    | Alexandre Abrivard                                             | Laurent-Claude Abrivard                                        | 1'12"5                                                         |                                                                |
| 2018  | Détroit Castelets                                              | Néoh Jiel                                                      | Matthieu Abrivard                                              | Jean-Luc Dersoir                                               | 1'14"                                                          |                                                                |
| 2017  | Carat Williams                                                 | Prodigious                                                     | David Thomain                                                  | Sébastien Guarato                                              | 1'13"2                                                         |                                                                |
| 2016  | Bélina Josselyn                                                | Love You                                                       | Jean-Michel Bazire                                             | Jean-Michel Bazire                                             | 1'14"2                                                         |                                                                |
| 2015  | Arlington Dream                                                | Ready Cash                                                     | Yoann Lebourgeois                                              | Philippe Allaire                                               | 1'12"8                                                         |                                                                |
| 2014  | Viking de Val                                                  | Baccarat du Pontl                                              | Éric Lambertz                                                  | Éric Lambertz                                                  | 1'13"7                                                         |                                                                |
| 2013  | Ualtar                                                         | Ganymède                                                       | Franck Nivard                                                  | Thierry Duvaldestin                                            | 1'13"7                                                         |                                                                |
| 2012  | Tchao de Loiron                                                | Insert Gédé                                                    | Jean-Michel Bazire                                             | Franck Leblanc                                                 | 1'15"9                                                         |                                                                |
| 2011  | Sierra Leone                                                   | John Arifant                                                   | Jean-William Hallais                                           | Jean-William Hallais                                           | 1'14"2                                                         |                                                                |
| 2010  | Rodrigo Jet                                                    | Coktail Jet                                                    | Pierre Vercruysse                                              | Jean-Étienne Dubois                                            | 1'14"8                                                         |                                                                |
| 2009  | Quitus du Mexique                                              | Korean                                                         | Franck Anne                                                    | Sébastien Guarato                                              | 1'13"9                                                         |                                                                |
| 2008  | Pitt Cade                                                      | Fortuna Fant                                                   | Jean-Claude Hallais                                            | Jean-Claude Hallais                                            | 1'14"8                                                         |                                                                |
| 2007  | Olivia Jet                                                     | Halimède                                                       | Jean-Étienne Dubois                                            | Jean-Étienne Dubois                                            | 1'16"6                                                         |                                                                |
| 2006  | Neutron du Cebe                                                | Chaillot                                                       | Jules Lepennetier                                              | Patrick Orrière                                                | 1'13"8                                                         |                                                                |
| 2005  | Mara Bourbon                                                   | And Arifant                                                    | Jean-Pierre Dubois                                             | Jean-Pierre Dubois                                             | 1'15"                                                          |                                                                |
| 2004  | Love You                                                       | Coktail Jet                                                    | Jean-Pierre Dubois                                             | Jean-Pierre Dubois                                             | 1'14"8                                                         |                                                                |
| 2003  | Kiwi                                                           | Coktail Jet                                                    | Jos Verbeeck                                                   | Fabrice Souloy                                                 | 1'13"8                                                         |                                                                |
| 2002  | Jézabelle des Bois                                             | Battling Joe                                                   | Philippe Békaert                                               | Jean-Michel Bazire                                             | 1'14"7                                                         |                                                                |
| 2001  | Ipson de Mormal                                                | Biesolo                                                        | Ulf Nordin                                                     | Ulf Nordin                                                     | 1'15"                                                          |                                                                |
| 2000  | Hugo du Bossis                                                 | And Arifant                                                    | Olivier Raffin                                                 | Jean Raffin                                                    | 1'16"4                                                         |                                                                |
| 1999  | Général du Pommeau                                             | Sébrazac                                                       | Jules Lepennetier                                              | Jules Lepennetier                                              | 1'13"9                                                         |                                                                |
| 1998  | Fetch                                                          | Nystag                                                         | Yves Dreux                                                     | Yves Dreux                                                     | 1'15"4                                                         |                                                                |
| 1997  | Easy to Drive                                                  | Royal Ludois                                                   | Jos Verbeeck                                                   | Pierre-Désiré Allaire                                          | 1'16"1                                                         |                                                                |
| 1996  | Dandy Chouan                                                   | Quadrophenio                                                   | Yves Dreux                                                     | Ivan Lambertz                                                  | 1'17"                                                          |                                                                |
| 1995  | Canada                                                         | Bellouet                                                       | Guy Verva                                                      | Philippe Verva                                                 | 1'16"5                                                         |                                                                |
| 1994  | Biddle Princess                                                | Hadol du Vivier                                                | Bernard Oger                                                   | Léopold Verroken                                               | 1'16"                                                          |                                                                |
| 1993  | Autour d'Aunou                                                 | Speedy Somolli                                                 | Jean-Étienne Dubois                                            | Jean-Étienne Dubois                                            | 1'17"8                                                         |                                                                |
| 1992  | Vita Nuova                                                     | Jorky                                                          | Jean-Étienne Dubois                                            | Jean-Philippe Dubois                                           | 1'16"7                                                         |                                                                |
| 1991  | Ultime Atout                                                   | Jalno                                                          | Ghislain Fontenay                                              | Ghislain Fontenay                                              | 1'17"8                                                         |                                                                |
| 1990  | Ténor de Baune                                                 | Le Loir                                                        | Jean-Baptiste Bossuet                                          | Jean-Baptiste Bossuet                                          | 1'17"7                                                         |                                                                |
| 1989  | Sancho Pança                                                   | Chambon P                                                      | Joël Hallais                                                   | Joël Hallais                                                   | 1'18"6                                                         |                                                                |
| 1988  | Rainbow Runner                                                 | Fakir du Vivier                                                | Jean-Pierre Dubois                                             | Jean-Pierre Dubois                                             | 1'18"9                                                         |                                                                |
| 1987  | Quilon                                                         | Honorin                                                        | Ghislain Fontenay                                              | Ghislain Fontenay                                              | 1'18"9                                                         |                                                                |
| 1986  | Petit Sam                                                      | Florestan                                                      | Jean-René Gougeon                                              | Jean-René Gougeon                                              | 1'17"5                                                         |                                                                |
| 1985  | Ourasi                                                         | Greyhound                                                      | Jean-René Gougeon                                              | Jean-René Gougeon                                              | 1'19"8                                                         |                                                                |
| 1984  | Nador Cléville                                                 | Glorieux Jour                                                  | Peter Engberg                                                  | Stig Engberg                                                   | 1'18"9                                                         |                                                                |
| 1983  | Merkel                                                         | Dégel                                                          | Michel Roussel                                                 | André Lerenard                                                 | 1'19"5                                                         |                                                                |
| 1982  | L'Alezan                                                       | Apaty                                                          | Michel Lenoir                                                  | René Veslard                                                   | 1'19"1                                                         |                                                                |
| 1981  | Képi Vert                                                      | Chambon P                                                      | Roger Baudron                                                  | Roger Baudron                                                  | 1'19"2                                                         |                                                                |